# Chloe x Halle
Chloe x Halle — американский соул-дуэт сестёр Хлои и Халли Бейли. Номинант и лауреат нескольких музыкальных премий. В 2019 году дуэт был номинирован на премию Грэмми как Лучший новый исполнитель, а альбом The Kids Are Alright номинирован в категории Лучший альбом в жанре современной городской музыки. Дебютный микстейп The Two of Us был включён журналом Rolling Stone в их список лучших «Best R&B Albums of 2017».
В 2020 году второй альбом Ungodly Hour получил положительные отзывы и несколько номинаций на Грэмми, в том числе в категориях Best Progressive R&B Album, Best R&B Song за песню «Do It» и Best Traditional R&B Performance за «Wonder What She Thinks of Me».

## Биография

### 1998—2017
Хлоя (Chloe Elizabeth Bailey) и Халли Бейли (Halle Lynn Bailey) родились в Атланте, штат Джорджия. Хлоя родилась 1 июля 1998 года, а Халли — 27 марта 2000 года. Первые каверы поп-песен сёстры выкладывали на свой канал YouTube, который они создали в возрасте 13 и 11 лет. Их версия трека «Pretty Hurts» Бейонсе стала виральной и на него даже обратила внимание Бейонсе в 2015 году, которая позднее привлекала дуэт в свою компанию Parkwood Entertainment.
Сёстры выросли в Мэблтоне, штат Джорджия, в семье Кортни и Дага Бейли. В середине 2021 года они переехали в Лос-Анджелес, штат Калифорния. Находясь в Джорджии, сыграли небольшие роли в фильмах, включая «Борьба с искушениями» (2003), с Бейонсе в главной роли, где Хлоя снялась соло, и оригинальный фильм канала Диснея Let It Shine (2012). Дуэт появился в роли камео в визуальном альбоме Бейонсе Beyoncé: Lemonade (2016) и получил награду BET Award for Viewer’s Choice от её имени в 2016 году.
Chloe x Halle дебютировали на профессиональном уровне с мини-альбомом EP Sugar Symphony, который был выпущен под лейблом Parkwood Entertainment 29 апреля 2016 года.
Весной 2017 года Chloe x Halle выпустила микстейп «The Two of Us», получивший признание критиков, в который вошла новая музыка, написанная и спродюсированная в основном дуэтом. Микстейп вошел в список лучших R&B альбомов 2017 года по версии журнала Rolling Stone. В апреле 2017 года дуэт исполнил национальный гимн США в начале драфта Национальной футбольной лиги 2017 года.

### 2018—2019
И «Grown», и «The Kids Are Alright» стали соответственно главным и вторым синглами дебютного студийного альбома Chloe x Halle The Kids Are Alright, который они анонсировали в конце февраля 2018 года. Альбом также сопровождается визуальным образом. Их сингл «Warrior» появился как на саундтреке к фильму «Излом времени» (2018), так и на их дебютном альбоме. Дуэт исполнил песню «America the Beautiful» на Wrestlemania XXXIV в начале апреля 2018 года. Chloe x Halle выпустили свой дебютный студийный альбом The Kids Are Alright 23 марта 2018 года, получив одобрение критиков. Для продвижения альбома Chloe x Halle исполнили песни «Happy Without Me» и «The Kids Are Alright» на шоу Джимми Киммел в прямом эфире.
В декабре 2019 года сёстры получили номинацию на премию Грэмми в категории Лучшему новому исполнителю (Grammy Awards).
В 2019 году появилась новость, что Халли сыграет роль Ариэль в ремейке «Русалочка» (2023), что стало первым случаем, когда в диснеевском фильме классическую принцессу со светлой кожей играла темнокожая актриса. В ответ на это со стороны пользователей посыпались осуждения на компанию Дисней из-за резких внешних отличий Халли и оригинальной Ариэль, у которой были красные волосы, голубые глаза и светлая кожа. Началась череда негативных публикаций с хэштегами #NotMyAriel («НеМояАриэль») и #NotMyMermaid («НеМояРусалочка»), появились обещания проигнорировать фильм в прокате, поскольку "все поколения росли с белокожей Ариэль. Защищая актрису, компания Дисней опубликовала осуждающее открытое письмо. Сама Халли заявила, что не обращает внимания на негативную реакцию. На страницах социальных сетей Халли опубликовала отредактированные изображения, где у Ариэль тёмная кожа, чёрные глаза и волосы, сопроводив это подписью «мечта сбывается».
В конце июля 2019 года дуэт появился и выступил на телешоу американского медиа-персонажа Ника Кэннона Wild 'n Out. В сентябре 2019 года их кавер-версия песни группы The Platters «Enchanted» была использована в монтаже повтора эпизода Джесси Пинкмана в сериале «Во все тяжкие», приуроченном к выходу фильма «Путь: Во все тяжкие. Фильм» (El Camino: A Breaking Bad Movie) на Netflix.

### 2020—2021
17 апреля 2020 года дуэт Chloe x Halle и рэпер Swae Lee выпустили совместную с продюсером Mike Will Made It песню «Catch Up», а также лирик-видео, а 14 мая 2020 года дуэт выпустил сингл «Do It» и анонсировал свой второй альбом Ungodly Hour.
Второй студийный альбом Ungodly Hour вышел 12 июня 2020 года, получив одобрение критиков. Альбом дебютировал на 16 месте в чарте Billboard 200 с 24 000 проданных эквивалентных единиц.
Песня «Do It» также стала их первой записью в Billboard Hot 100, дебютировав на 83 месте в чарте от 27 июня 2020 года. Они исполнили песню на 31-й церемонии GLAAD Media Awards, а также на церемонии BET Awards 2020 года, где они также впервые исполнили песню «Forgive Me». На фоне пандемии COVID-19, также исполнили песню «Do It» на виртуальном мероприятии Dear Class of 2020 в начале июня 2020 года, а также на телешоу The Today Show и Jimmy Kimmel Live!. 30 августа дуэт исполнил заглавный трек «Ungodly Hour» во время предварительного шоу Церемонии MTV Video Music Awards 2020. Chloe x Halle исполнила американский национальный гимн на стартовом матче сезона Национальной футбольной лиги 2020 года в сентябре 2020 года.
В начале сентября 2020 года Chloe x Halle выпустила ремикс на свой сингл «Do It» с участием Doja Cat, City Girls и Latto. В октябре 2020 года дуэт стал ведущим церемонии Glamour Women of the Year Awards. В ноябре 2020 года они получили номинации за Альбом года, Песню года, Видео года, Лучшее танцевальное выступление и Награду автора песен Эшфорда и Симпсона на церемонии Soul Train Music Awards 2020 года. Они также получили номинации за лучший прогрессивный R&B альбом, лучшую R&B песню и лучшее традиционное R&B исполнение на предстоящей 63-й ежегодной премии «Грэмми». 15 ноября дуэт исполнил заглавный трек альбома, «Ungodly Hour», на 46-й церемонии E! People’s Choice Awards, где они были номинированы в категории «Группа 2020 года». В декабре 2020 года сёстры появились на мероприятии The Disney Holiday Singalong и исполнили песню «Do You Want to Build a Snowman?». Они также исполнили песни «Don’t Make It Harder on Me», «Baby Girl», «Do It», «Ungodly Hour» и «Wonder What She Thinks of Me» на концерте NPR Tiny Desk Concerts в декабре 2020 года. Дуэт исполнили песню «Baby Girl» на церемонии Billboard Women in Music 2020 года, где Бейонсе вручила им награду Rising Star Award.
24 февраля 2021 года было выпущено музыкальное видео на заглавный трек альбома «Ungodly Hour». После этого 26 февраля 2021 года было выпущено переиздание альбома, Ungodly Hour (Chrome Edition). Переиздание включало две новые песни и впервые вышло на виниле.
8 октября 2021 года было объявлено, что Chloe x Halle будет среди тех, кого будут чествовать на мероприятии Ebony Power 100 2021 года 23 октября в Лос-Анджелесе. Сестры Хлоя и Хэлли были названы восходящими звездами в группе NextGen.

## Дискография

### Альбомы
- The Kids Are Alright (2018)
- Ungodly Hour (2020)

## Награды и номинации
| Год  | Награда                   | Категория                                                      | Работа                         | Результат | Ссылка        |
| ---- | ------------------------- | -------------------------------------------------------------- | ------------------------------ | --------- | ------------- |
| 2012 | Radio Disney Music Awards | The Next Big Thing                                             | Дуэт Chloe x Halle             | Победа    | [ 65 ]        |
| 2017 | NAACP Image Awards        | Outstanding New Artist                                         | Дуэт Chloe x Halle             | Номинация | [ 66 ]        |
| 2018 | BET Awards                | Best Group                                                     | Дуэт Chloe x Halle             | Номинация | [ 67 ]        |
| 2018 | BET Awards                | Her Award                                                      | «The Kids Are Alright»         | Номинация | [ 67 ]        |
| 2018 | MTV Video Music Awards    | Best New Artist                                                | Дуэт Chloe x Halle             | Номинация | [ 68 ]        |
| 2018 | MTV Video Music Awards    | Push Artist of the Year                                        | Дуэт Chloe x Halle             | Номинация | [ 68 ]        |
| 2018 | MTV Europe Music Awards   | Best Push Act                                                  | Дуэт Chloe x Halle             | Номинация | [ 69 ]        |
| 2018 | Soul Train Music Awards   | Album of the Year                                              | The Kids Are Alright           | Номинация | [ 70 ]        |
| 2019 | Grammy Awards             | Best New Artist                                                | Дуэт Chloe x Halle             | Номинация | [ 71 ]        |
| 2019 | Grammy Awards             | Best Urban Contemporary Album                                  | The Kids Are Alright           | Номинация | [ 71 ]        |
| 2019 | BET Awards                | Best Group                                                     | Дуэт Chloe x Halle             | Номинация | [ 72 ]        |
| 2019 | Berlin Music Video Awards | Best Editor (for Andrew Morrow, Cara Stricker and Andre Jones) | The Kids Are Alright film      | Third     | [ 73 ]        |
| 2020 | BET Awards                | Best Group                                                     | Дуэт Chloe x Halle             | Номинация | [ 74 ]        |
| 2020 | MTV Video Music Awards    | Best Group                                                     | Дуэт Chloe x Halle             | Номинация | [ 75 ]        |
| 2020 | MTV Video Music Awards    | Best R&B                                                       | «Do It»                        | Номинация | [ 75 ]        |
| 2020 | MTV Video Music Awards    | Best Quarantine Performance                                    | «Do It»                        | Номинация | [ 75 ]        |
| 2020 | People’s Choice Awards    | Group of 2020                                                  | Дуэт Chloe x Halle             | Номинация | [ 76 ]        |
| 2020 | MTV Europe Music Awards   | Best Group                                                     | Дуэт Chloe x Halle             | Номинация | [ 77 ]        |
| 2020 | Soul Train Music Awards   | Album of the Year                                              | Ungodly Hour                   | Номинация | [ 78 ]        |
| 2020 | Soul Train Music Awards   | The Ashford And Simpson Songwriter's Award                     | «Do It»                        | Номинация | [ 78 ]        |
| 2020 | Soul Train Music Awards   | Best Dance Performance                                         | «Do It»                        | Номинация | [ 78 ]        |
| 2020 | Soul Train Music Awards   | Song of the Year                                               | «Do It»                        | Номинация | [ 78 ]        |
| 2020 | Soul Train Music Awards   | Video of the Year                                              | «Do It»                        | Номинация | [ 78 ]        |
| 2020 | Billboard Women in Music  | Rising Star Award                                              | Дуэт Chloe x Halle             | Победа    | [ 79 ]        |
| 2021 | Grammy Awards             | Best Progressive R&B Album                                     | Ungodly Hour                   | Номинация | [ 80 ]        |
| 2021 | Grammy Awards             | Best R&B Song                                                  | «Do It»                        | Номинация | [ 80 ]        |
| 2021 | Grammy Awards             | Best Traditional R&B Performance                               | «Wonder What She Thinks of Me» | Номинация | [ 80 ]        |
| 2021 | NAACP Image Awards        | Outstanding Duo, Group or Collaboration (Contemporary)         | «Do It»                        | Номинация | [ 81 ] [ 82 ] |
| 2021 | NAACP Image Awards        | Outstanding Duo, Group or Collaboration (Traditional)          | «Wonder What She Thinks of Me» | Победа    | [ 81 ] [ 82 ] |
| 2021 | NAACP Image Awards        | Outstanding Music Video/Visual Album                           | «Do It»                        | Номинация | [ 81 ] [ 82 ] |
| 2021 | NAACP Image Awards        | Outstanding Soul/R&B Song                                      | «Do It»                        | Победа    | [ 81 ] [ 82 ] |
| 2021 | iHeartRadio Music Awards  | Best New R&B Artist                                            | Дуэт Chloe x Halle             | Номинация | [ 83 ]        |
| 2021 | iHeartRadio Music Awards  | Favorite Music Video Choreography                              | «Do It»                        | Номинация | [ 83 ]        |
| 2021 | BET Awards                | Album of the Year                                              | Ungodly Hour                   | Номинация | [ 84 ]        |
| 2021 | BET Awards                | Best Group                                                     | Дуэт Chloe x Halle             | Номинация | [ 84 ]        |
| 2021 | BET Awards                | Her Award                                                      | «Baby Girl»                    | Номинация | [ 84 ]        |
| 2021 | BET Awards                | Video of the Year                                              | «Do It»                        | Номинация | [ 84 ]        |
| 2021 | Soul Train Music Awards   | Best Dance Performance                                         | «Ungodly Hour»                 | Номинация | [ 85 ]        |
| 2021 | Gold Derby Music Awards   | Album of the Year                                              | Ungodly Hour                   | Номинация | [ 86 ]        |
| 2021 | Gold Derby Music Awards   | Best R&B Artist                                                | Chloe x Halle                  | Номинация | [ 86 ]        |